# メリンダ・キナマン
メリンダ・ロザリー・キナマン（Melinda Rosalie Kinnaman、1971年11月9日 - ）は、スウェーデン系アメリカ人の女優。

## 略歴
スウェーデンのストックホルムで、アメリカ人の両親であるディーとスティーヴ・キナマンの間に誕生した。彼女の異母兄弟であるジョエル・キナマンも国際的な俳優である。

## キャリア
10代の頃に演技デビューを果たし、ラッセ・ハルストレム監督の1985年の映画『マイライフ・アズ・ア・ドッグ』で、おてんば娘のサガを演じた。
その後、1991年から1994年までストックホルムのスウェーデン国立演劇アカデミーで教育を受けていた。それ以降、ストックホルムの王立ドラマ劇場で、アンサンブルキャストの一員として、『アウリスのイピゲネイア』（1995年）でイピゲネイアを、『じゃじゃ馬ならし』（1997年）でビアンカを、『桜の園』（1997年）でアーニャ、サルトルの『出口なし』（2000年）でエステル、『ヴォイツェック』（2003年）でマリー、『ヴェニスの商人』（2004年）でジェシカ、『ベルナルダ・アルバの家』（2008年）でマルティリオといったような多くの古典で主要な役を演じた。
2011年、『Duet for One』でヴァイオリニストを演じた 。
また、アクロバットのスキルを習得し、1994年の王立ドラマ劇場設立から現代的サーカスでも演技をしながら、劇場で働き、ロバート・ルパージュの魔法のような作品であるヨハン・アウグスト・ストリンドベリの『A Dream Play』やシェイクスピアの『ロミオとジュリエット』（2002年）で、勇敢でアクロバティックなステージをリードし、より高度なものへと進化させた。
彼女は、コペンハーゲンでシェイクスピアの『テンペスト』やH・C・アンデルセンの『人魚姫』といった作品に数年間ゲスト参加し、そういった作品のフォローアップも行った。さらに、ストックホルムでのモダンダンスの制作にも参加した。
舞台やスクリーン、テレビで、彼女は多くの著名人と共演してきた。例を挙げると、『The Serpent's Way』（1986年）でボー・ヴィーデルベリと、アウグスト・ストリンドベリの『The Father』やヘンリック・イプセンの『The Wild Duck』（1989年）のヘドヴィグ、『Time of the Wolf』（1988年）のハンス・アルフレッドソン、英国-スウェーデンのテレビシリーズ『The Way Home』（1989年）でのコリン・ナタリー、『Sunday's Children』（1992年）でイングマール・ベルイマンやダニエル・バーグマン、そして、ラーシュ・ノレーンやヘニング・マンケルなどの現代劇作家たち。 1999年には、国際的な映画『聖母マリア』のタイトルロールをペルニラ・アウグストと共有した。
2015年から2017年にかけて、スウェーデンのテレビ心理スリラーシリーズ『犯罪心理分析官インゲール・ヴィーク』で、主演の犯罪心理学者兼プロファイラーであるインゲル・ヨハンネ・ヴィークを演じた。

## 出演作品
※太字表記は主演。

### 映画
| 年   | 題名                                          | 役名           | 備考       |
| ---- | --------------------------------------------- | -------------- | ---------- |
| 1988 | マイライフ・アズ・ア・ドッグ My Life as a Dog | サガ           |            |
| 1999 | 聖母マリア Mary, Mother of Jesus              | 若き日のマリア | テレビ映画 |
| 2022 | ベルイマン島にて Bergman Island               | ベリット       |            |

### テレビ
| 年        | 題名                                   | 役名                         | 備考       |
| --------- | -------------------------------------- | ---------------------------- | ---------- |
| 2015-2017 | 犯罪心理分析官インゲル・ヴィーク Modus | インゲル・ヨハンネ・ヴィーク | 計16話出演 |
| 2022      | Riding in Darkness                     | カタリナ                     |            |